# 6-й Лучевой просек
6-й Лучево́й про́сек (с 1840 по 1927 год — 6-й Соко́льничий Лучево́й про́сек) — просека в Восточном административном округе города Москвы на территории района Сокольники.

## История
Просек получил современное название в 1927 году, до этого с момента образования в 1840 году носил название 6-й Сокольничий Лучевой просек. И современное, и историческое названия даны по радиальному (как луч) положению просека относительно проезда Сокольнического круга.

## Расположение
6-й Лучевой просек проходит по территории парка «Сокольники» на северо-восток от проезда Сокольнического Круга, пересекает Митьковский проезд и Поперечный просек, далее с запада к просеку примыкает Ляминский проезд, просек проходит далее до перекрёстка с Богородским шоссе (отходит вправо) и Ростокинским проездом (отходит влево). Нумерация домов начинается от проезда Сокольнического Круга.

## Примечательные здания и сооружения

### По нечётной стороне
- № 17 — Первомайское производственное объединение ГБУ «Озеленение».
- № 19 — санаторий «Сокольники».
  - № 19, стр. 2 — кухонный флигель бывшей деревянной дачи А. В. Ананьевой, построен в конце XIX — начале XX вв., выявленный объект культурного наследия.

#### № 21, дача Лямина
Деревянная дача, построенная в 1856 году И. А. Ляминым, с 1918 года занимаемая лесной школой, а ныне являющаяся одним из корпусов частной школы — Академической гимназии.

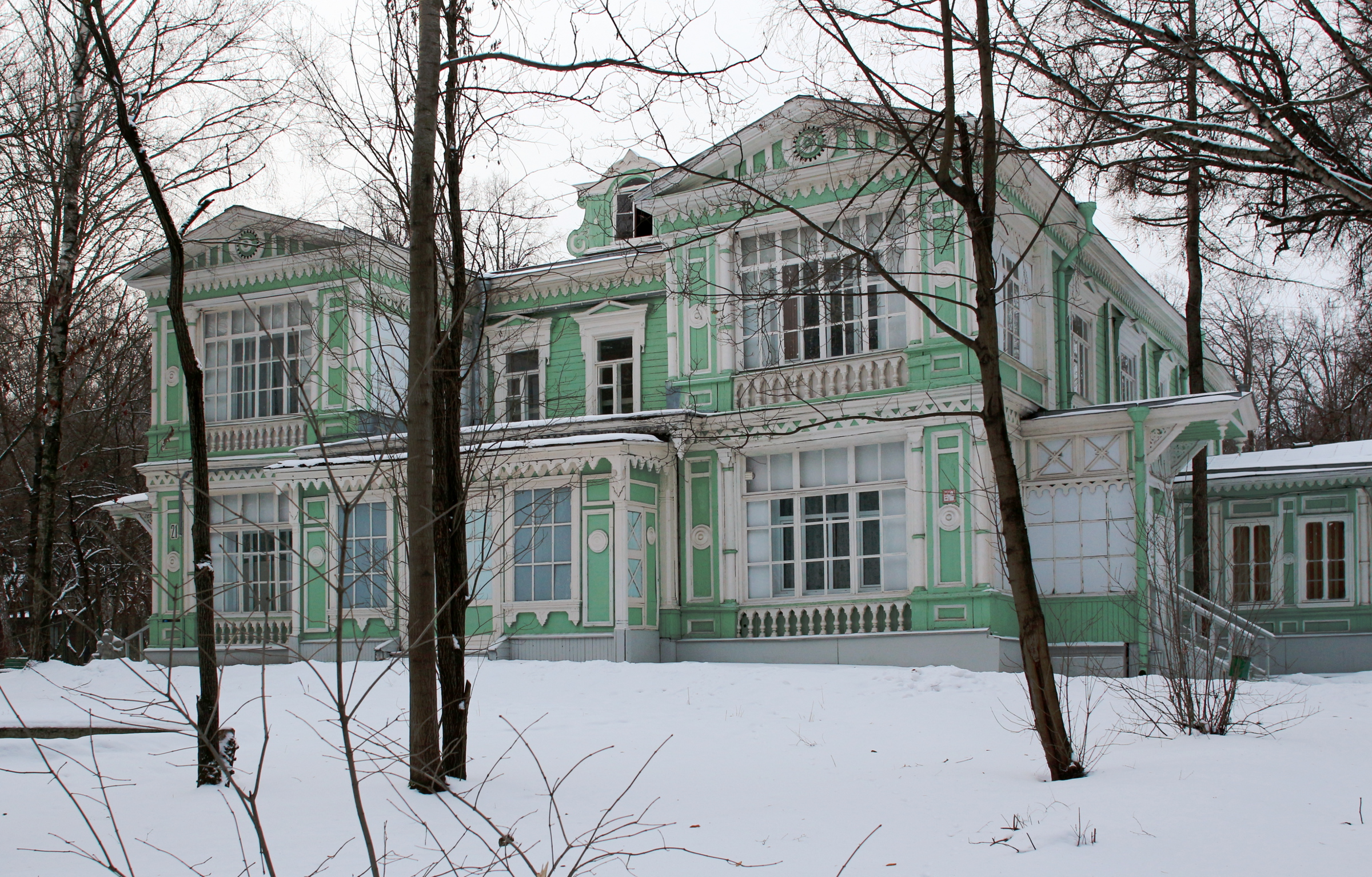
№ 21, дача Лямина (фото 2015 года)

## Транспорт

### Автобус
- № 75: от Малой Ширяевской улицы до улицы Богатырский Мост и обратно

### Метро
- Станции метро «Сокольники» Сокольнической линии и «Сокольники» Большой кольцевой линии (соединены переходом) — южнее просека, на Сокольнической площади

### Железнодорожный транспорт
- Платформа Маленковская Ярославского направления Московской железной дороги
- Платформа Москва-3 Ярославского направления Московской железной дороги

## Фотогалерея

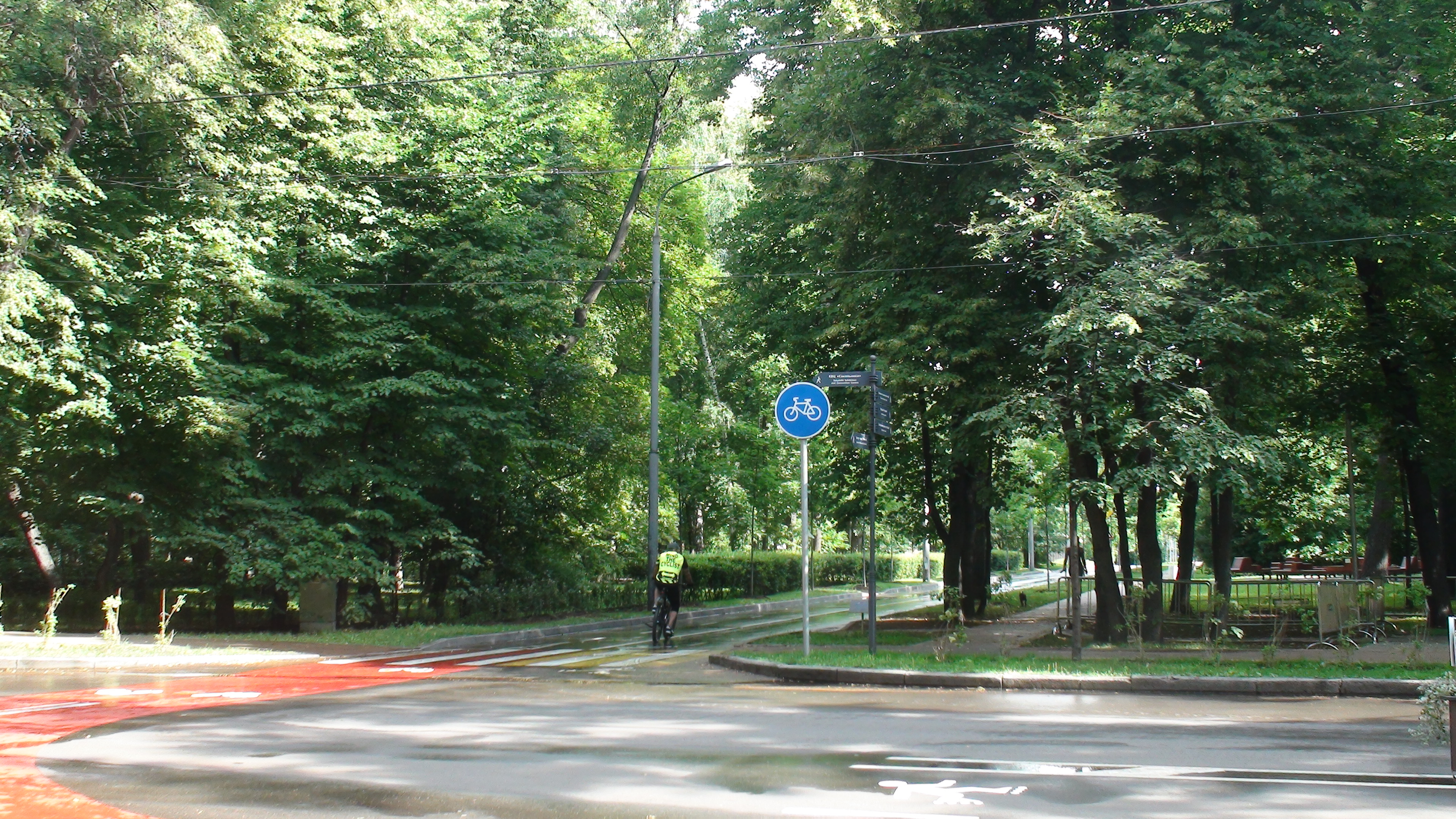
Сокольники 6-й Лучевой просек
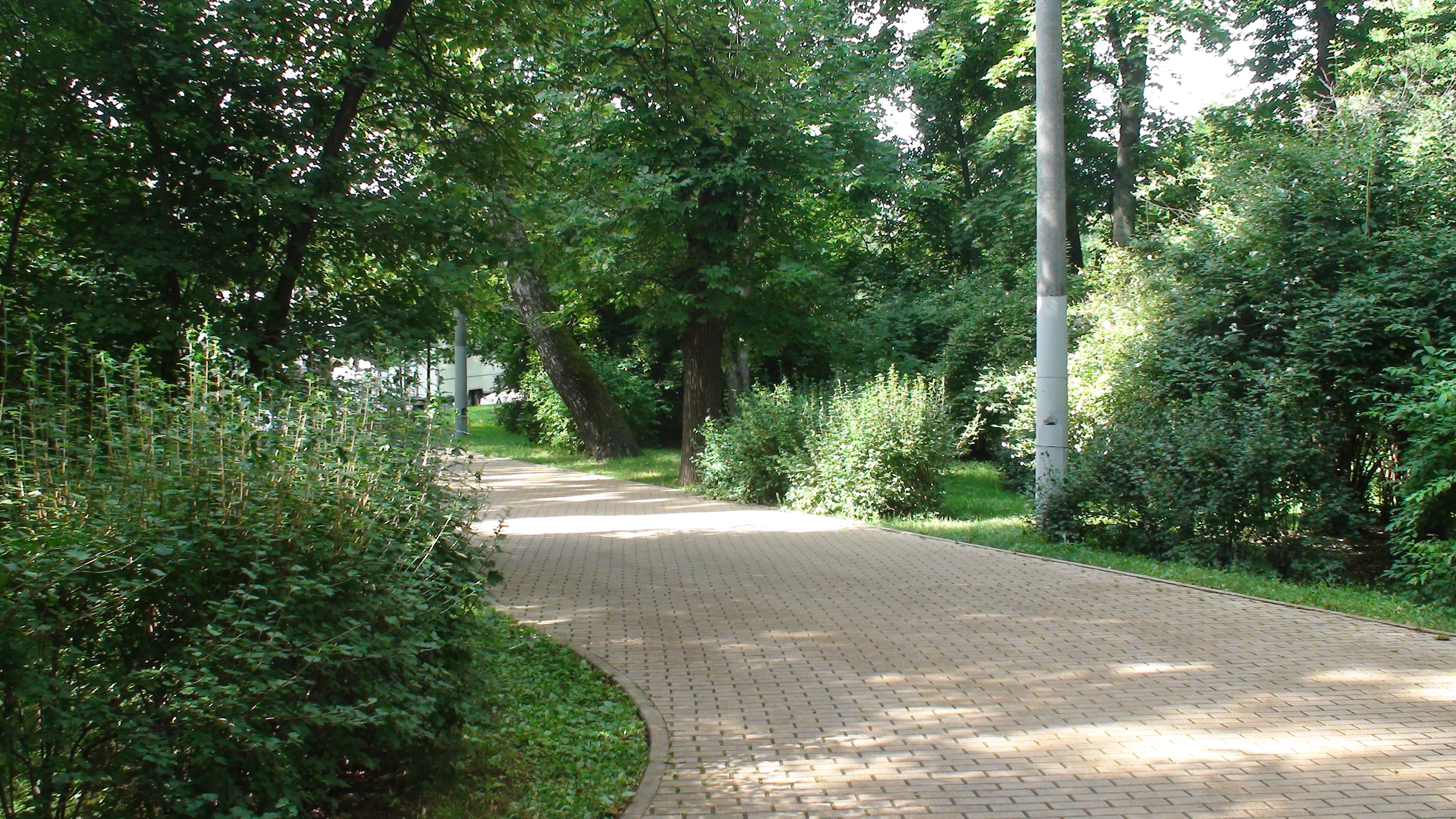
Сокольники 6-й Лучевой просек